# フィロメラ (小惑星)
フィロメラ (196 Philomela) は、小惑星帯に位置する、大きくて明るい小惑星の一つ。S型小惑星に分類される。
1879年5月14日にアメリカ合衆国の天文学者、クリスチャン・H・F・ピーターズによりニューヨーク州クリントンで発見され、ギリシア神話に登場するプロクネーの妹で、サヨナキドリになったと伝えられているピロメーラーの名前にちなんで命名された。
2004年までに2度の掩蔽が報告されている。